# Hans Krohn

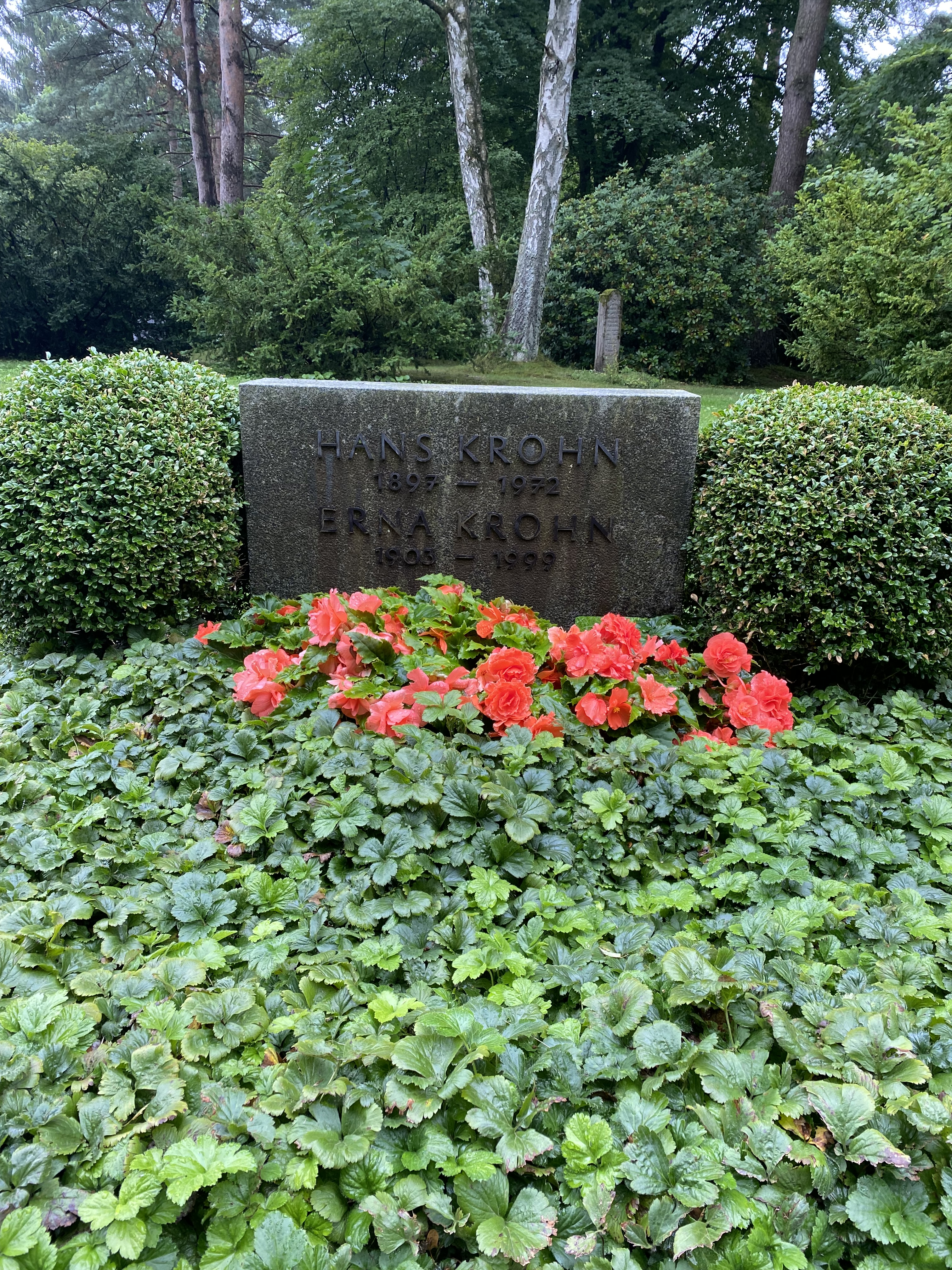
Grabstätte auf dem Friedhof Ohlsdorf

Hans Krohn (* 18. September 1897 in Hamburg; † 3. Mai 1972 ebenda) war ein deutscher Fußballspieler.

## Sportliche Laufbahn
Ursprünglich vom FC Falke 06 aus Hamburg-Eppendorf, der sich im Juni 1919 mit SC Germania von 1887 und dem Hamburger FC 1888 zum Hamburger SV vereinigte, spielte er bis zum Juni 1927 für den HSV. Er stand neben Otto Carlsson und Asbjørn Halvorsen in der Läuferreihe der Meistermannschaften des HSV von 1922 und 1923, wobei die Hamburger auf den im „Ewigkeitsfinale“ von 1922 gegen den 1. FC Nürnberg errungenen Titel verzichteten. Bei der Deutschen Meisterschaft 1923/24 stand er mit dem HSV ein drittes Mal im Meisterschaftsfinale, verlor allerdings gegen den 1. FC Nürnberg mit 0:2. Insgesamt bestritt Krohn zwölf Endrundenspiele um die Deutsche Meisterschaft.

## Trivia
Seine letzte Ruhestätte erhielt er auf dem Friedhof Ohlsdorf im Planquadrat Bk 51. Sein Sohn Peter Krohn war in den 1970er Jahren Präsident des Hamburger Sportvereins. 